# Hermann Scheer
Hermann Scheer (Wehrheim, 29 aprile 1944 – Berlino, 14 ottobre 2010) è stato un politico tedesco,  già membro del Bundestag nelle file del SPD, presidente di Eurosolar e del World Council for Renewable Energy..
Scheer vedeva nelle energie rinnovabili con corte catene di approvvigionamento e diffusione sul territorio l'unica alternativa alle lunghe e complesse catene di produzione e approvvigionamento dei combustibili fossili caratterizzate da inquinamento ambientale e sfruttamento di risorse limitate collocate anche molto distanti dai luoghi di consumo e controllate da oligopoli.
Ha ricevuto nel 1999 il Right Livelihood Award per "l'infaticabile opera di promozione dell'energia solare nel mondo".
È morto nel 2010 all'età di 66 anni a causa di un infarto.

## Pubblicazioni
- Stragegia Solare: energie rinnovabili per rinnovare la società, Cuen Editore, 1995
- Il solare e l'economia globale: energia rinnovabile per un futuro sostenibile, Edizioni Ambiente, 1999 (2004)
- Energieautonomie[5][6]